# Piotr Roszak
Piotr Paweł Roszak (ur. 9 lipca 1978 w Toruniu) – polski ksiądz, teolog, profesor doktor habilitowany nauk teologicznych, nauczyciel akademicki Uniwersytetu Mikołaja Kopernika (UMK) w Toruniu oraz Uniwersytetu Nawarry w Pampelunie (UNAV).

## Życiorys
Kapłan diecezji toruńskiej. Święcenia kapłańskie przyjął w dniu 21 czerwca 2003. Pracował w parafii katedralnej św. Janów w Toruniu (2003–2004). Był również kapelanem więziennym w toruńskim Areszcie Śledczym (2003–2004). W 2006 uzyskał licencjat z teologii dogmatycznej na Uniwersytecie Nawarry (UNAV) w Pampelunie, gdzie następnie w 2009 obronił doktorat poświęcony koncepcji "mysterium-sacramentum-secretum" w teologii św. Tomasza z Akwinu. W latach 2008–2010 pracował na Wydziale Teologicznym Uniwersytetu Nawarry w katedrze teologii systematycznej. Prowadził tam prace badawcze w międzynarodowych zespołach teologicznych oraz koordynował wymianę naukową między Polską a Nawarrą (w sposób szczególny między UMK a UNAV). Od 2010 roku zatrudniony na Wydziale Teologicznym UMK, początkowo jako adiunkt w Katedrze Teologii Fundamentalnej i Dogmatycznej, od 2021 roku jako profesor w Katedrze Filozofii Chrześcijańskiej. Habilitował się w dniu 18 czerwca 2013. W dniu 17 czerwca 2021 nadano mu tytuł profesora. W dalszym ciągu współpracuje z Uniwersytetem Nawarry jako profesor stowarzyszony teologii dogmatycznej.
W swojej pracy badawczej zajmuje się egzegezą biblijną Tomasza z Akwinu, chrystologią rytu hiszpańsko-mozarabskiego, teologią analityczną  oraz fenomenem pielgrzymek do Santiago de Compostela. Wraz z ówczesnym dziekanem Wydziału Teologicznego UMK, ks. prof. Dariuszem Koteckim oraz Piotrem P. Orłowskim założył Fundację Pro Futuro Theologiae w Toruniu, której zadaniem jest wspieranie badań z zakresu nauk teologicznych.
Współtworzy Pracownię Szlaku św. Jakuba przy Wydziale Teologicznym UMK, organizującą cykliczne seminaria poświęcone historii i teraźniejszości Camino de Santiago. Pełni funkcję Przewodniczącego Rady Programowej ds. Rozwoju Szlaku św. Jakuba w woj. kujawsko-pomorskim przy Marszałku Województwa.
Od 2016 członek Papieskiej Akademii Tomasza z Akwinu. Od 2021 roku członek korespondent Komitetu Ekspertów Camino de Santiago, organu doradczego regionalnego rządu Galicji w Hiszpanii (Xunta de Galicia). Od 2024 członek Komitetu Nauk Teologicznych PAN. 

## Działalność naukowa
Organizator wielu międzynarodowych konferencji naukowych w Polsce i Hiszpanii, tłumacz z jęz. hiszpańskiego, łacińskiego. Członek Rad Naukowych wielu zagranicznych periodyków naukowych (m.in. Cauriensia, Espiritu etc.), a także Stowarzyszeń naukowych: Internationale Gesellschaft für Theologische Mediävistik e.V. (IGTM), European Society of Catholic Theology (ESCT), FIDEM, Polskiego Oddziału SITA, Stowarzyszenia Teologów Fundamentalnych w Polsce. Od 2022 roku członek honorowy Międzynarodowej Akademii Mariologicznej w Rzymie.
Członek Rady Narodowego Centrum Nauki w kadencji 2022–2026. Od 2025 roku członek Polskiej Akademii Umiejętności (Komisja Filozofii Nauk). 
Redaktor naukowy wraz z Mateuszem Przanowskim OP serii wydawniczej "Dzieł wszystkich św. Tomasza z Akwinu" (Opera omnia), wydawanej wspólnie przez Instytut Tomistyczny w Warszawie, Fundację "Pro Futuro Theologiae" z Torunia oraz Wydawnictwo "W drodze" z Poznania.  

### Zadania akademickie
- Redaktor serii wydawniczej Scholastica Thoruniensia (2012-) w Wydawnictwie Naukowym UMK, publikującej tłumaczenia średniowiecznych komentarzy biblijnych
- Założyciel i redaktor naczelny czasopisma Scientia et Fides (2013-)
- Prodziekan Wydziału Teologicznego UMK ds. naukowych (2016-2020) oraz ds. strategii badawczej i współpracy z zagranicą (2020–2022).

### Badania naukowe
- Członek międzynarodowej grupy badawczej antropologii “Prosopon” w Barcelonie (Abat Oliba CEU) oraz "Seminario permanente de historia de filosofia medieval" w Madrycie (Complutense)
- Współorganizator cyklu interdyscyplinarnych konferencji "Dysput Nawarryjskich" w Toruniu oraz “Debates Polacos en Pamplona” (Debat Polskich w Pampelunie) od roku 2010.

## Nagrody i wyróżnienia
Laureat nagrody "Europa" przyznawanej przez Centrum Studiów Europejskich Uniwersytetu Nawarry w Pampelunie oraz Komisję Europejską. Nagroda Prezydenta Torunia w kategorii "promocja miasta" (2009) oraz Marszałka Województwa Kujawsko-Pomorskiego w kategorii "promocja regionu" (2012). Kierowana przez niego Pracownia Szlaku św. Jakuba na Wydziale Teologicznym UMK otrzymała w roku 2017 nagrodę autonomicznego rządu regionalnego Galicji za działalność edukacyjną i promocyjną. W 2018 roku odznaczony przez prezydenta RP Andrzeja Dudę Srebrnym Krzyżem Zasługi. W 2022 roku odznaczony Krzyżem Oficerskim Orderu Izabeli Katolickiej. W 2019 roku odznaczony medalem "W służbie Bogu i Ojczyźnie". W 2021 roku uhonorowany medalem "Aquinas Medal for Excellence in Christian Philosophy". W 2023 roku Konfraternia Świętego Jakuba Starszego Apostoła przyznała mu Order Rycerski Świętego Jakuba.   

## Publikacje
Autor licznych publikacji naukowych. Kolekcje artykułów i rozdziałów w dziale: Linki zewnętrzne.  

### Monografie naukowe
- Wiarygodność i tożsamość. Teologia wiary św. Tomasza z Akwinu i współczesność, seria „Myśl Teologiczna”, WAM, Kraków 2013 ISBN 978-83-7767-800-8 (tłumaczona na jęz. hiszpański: Credibilidad e identidad. En torno a la teología de la fe en santo Tomás, Eunsa, Pamplona 2014).
- Mozarabowie i ich liturgia. Chrystologia rytu hiszpańsko-mozarabskiego, Wydawnictwo Naukowe UMK, Toruń 2015 ISBN 978-83-231-3342-1.
- Odkupiciel i przyjaciel. U podstaw chrystologii soteriologicznej św. Tomasza z Akwinu w świetle "Super Psalmos", Wydawnictwo W Drodze, Poznań - Warszawa  2020, ISBN 978-83-7906-351-2

### Redakcja wydawnictw zbiorowych (wybór)
- Reading Job with Thomas Aquinas, ed. M. Levering, P. Roszak, J. Vijgen, Catholic University of America Press, Washington 2020;
- Reading the Church Fathers with St. Thomas Aquinas, Historical and Systematical Perspectives (współredakcja z J. Vijgen), Turnhout (Belgia) 2021, Brepols Publishers, ISBN 978-2-503-59320-3
- The Way of St. James: Renewing Insights, red. E. Alarcon, P. Roszak, Eunsa, Pamplona 2017;
- Reading Sacred Scripture with Thomas Aquinas. Hermeneutical Tools, Theological Questions and New Perspectives, pod red. P. Roszak, J. Vijgen, Brepols, Turnhout 2015;
- Camino de Santiago - nie tylko droga, WN UMK, Toruń 2012;
- Camino Polaco. Teologia - Sztuka - Historia - Teraźniejszość, t. 1 - 6, WN UMK, Toruń 2014 - 2023.
- Tomasz z Akwinu. Wykład Listu do Kolosan. Super Epistolam B. Pauli Ad Colossenses Lectura, WN UMK, Toruń 2012, ISBN 978-83-231-2793-2;